# Lewis Evans
Pour les articles homonymes, voir Evans.
Lewis Evans, né le 4 mars 1986 à Liverpool, est un chanteur britannique de pop/rock. Il est le chanteur du groupe The Lanskies depuis 2006. En 2015, il entame en parallèle une carrière solo.

## Biographie
Lewis Evans naît le 4 mars 1986 à Oxford street à Liverpool. En 1997, ses parents déménagent en Normandie en s'installant près de Saint-Lô.
En 2006, il forme le groupe The Lanskies, il en devient le chanteur. 
En 2015, il enregistre son premier album solo au studio Tropicalia avec Tahiti Boy (David Sztanke) nommé Halfway to Paradise avec la participation de Gaëtan Roussel sur deux titres et une reprise de Days of Pearly Spencer en duo avec Keren Ann.
À partir de 2016, il commence sa collaboration avec Frédéric Buchet, qui devient son arrangeur.
La même année, il participe à L'E.P. Jukebox Motel, concept original de B.O. d'un ouvrage écrit par Tom Graffin, et écrit trois titres interprétés en duo avec Juliette Armanet. Il s'attèle également à son deuxième album solo Man in a bubble.
L'album suivant Le rayon vert, est un EP, réalisé par Herman Dune. 
L'ascension, son troisième album solo, sort en 2022. Sur scène, il est défendu avec un nouveau groupe entièrement acoustique et sans batterie, en décembre aux rencontres Trans Musicales de Rennes. 

## Discographie
Avec The Lanskies
- Lords of the Mersey (2006)
- Bank Holiday (2010)
- Hot Wave (2014)

En solo
- Halfway to Paradise (2015)
- Jukebox Motel (2016)
- Man in a bubble (2017)
- Le rayon vert (2021)
- L'ascension (2022)

## Festivals
- 2015 : Les Francofolies[5]
- 2015 : Rock en Seine
- 2015 : Festival Papillons de nuit
- 2015 : Festival Tout un foin
- 2021 : Festival des sorties de bain
- 2022 : Festival Les Grandes Marées Jullouville
- 2022 : Festival Les Rendez-vous soniques avec la chorale du Normandy
- 2022 ; Rencontres trans musicales
- 2023 : Festival Papillons de nuit avec la chorale papillons du Normandy (chorale du Normandy et bénévoles des P2N)
- 2023 : Francofolies
- 2023 : Festival Art Sonic
- 2024 : Festival Les Pluies de Juillet